# アルカリフィルス・トランスヴァーレンシス
アルカリフィルス・トランスヴァーレンシス (Alkaliphilus transvaalensis) は、グラム陽性、嫌気性の真正細菌で、2008年現在知られている中では、最もpHの高い環境を好む生物である。
系統的にClostridiumに近縁なため、深い地下から発見されたこと、強いアルカリ環境を好むことを除けばClostridiumによく似ている。まっすぐ、または僅かに湾曲した3-6μmほどの桿菌であり、しばしば菌体の片側に、芽胞を伴う膨らみを持ったマッチ棒形を示す。鞭毛をもち運動性がある。嫌気条件下で酵母エキスやペプトンなどを主体とした培地上で増殖する。
発見されたのは南アフリカトランスヴァールにある金鉱の地下3200mという特殊な場所である。アルカリに強い耐性があり、pH12.5という強いアルカリ環境でも増殖できる。属名のAlkaliphilusはこの性質に由来している（Alkali-: アルカリ性、-philus: 好む）。
- 生育温度 : 20～50°C（至適生育温度は40℃付近）
- 生育pH : pH8.5～12.5（至適生育pH10.0）

なお、この種が基準種となっているAlkaliphilus属は他にA. crotonatoxidansとA. oremlandiiの2種が知られるが、これらはそれほど強い好アルカリ菌ではない（至適pH7.5-8.4）。